# 영도소조
영도소조(중국어 간체자: 领导小组, 정체자: 領導小組, 병음: lǐngdǎo xiǎozǔ 링다오샤오주[*], 영어: Leading Small Groups, LSGs)는 중국 공산당의 업무를 영도하는 비공식 의사협조기구이다. 

## 역사
1958년에 제정된 중국공산당 당규 제9조인 당 조에 그 역할이 명시되어 있다. 제9조는 48, 49, 50항으로 이뤄져 있으며, 영도소조의 역할, 설치근거 및 구성에 대해서 자세히 열거한다. 제9조는 영도소조가 중앙, 지방 기관, 민간 단체, 경제 단체, 문화 단체 및 비정치 단체에 설립될 수 있다고 명시하며, 중국공산당의 노선, 원칙과 정책이 영도소조가 설치된 기관 내 운용될 수 있게 해야 한다고 명시하였다. 영도소조의 역할은 부문 간 정책과 의견 조율, 정책 집행 감독, 지도자 자문 등에 해당한다.
영도소조는 크게 중국공산당과 중화인민공화국 국무원 소속으로 나뉜다. 영도소조의 세부 명칭은 다양하다. 어떤 것은 ‘영도소조’라 하지만, 어떤 것은 위원회(委員會)라고 부른다. 또 어떤 것은 조정소조(協調小組) 혹은 공작소조(工作小組)라고 부른다. 명칭은 달라도 성격과 임무는 다르지 않다. 이처럼 공산당은 기본 조직인 당 위원회 이외에 당조와 영도소조라는 ‘특별한’ 영도조직을 가지고 국가와 사회를 통치하고 영도한다. 원래는 임시 조직의 성격을 갖으나, 일부 영도소조는 사실상 영구적인 성격을 갖는다. 대표적인 영도소조 중 영향력이 막강한 것이 바로 중앙외사공작영도소조이며, 당 중앙이나 국무원 등의 대외관계 정책 결정을 지원한다. 그외에도 중앙통일전선공작소조, 중앙군위 군대개혁 영도소조 등 종류가 다양하다. 또한 중국의 행정 구역, 즉 성 단위 지방에도 영도소조가 설치되어있다.
영도소조는 마오쩌둥, 덩샤오핑 그리고 시진핑 시대에 이르려 그 크기, 역할, 영향력이 증가하였다. 이는 영도소조의 조직력에서 비롯되며, 전국 조직, 지역 지부로 광범위하게 운영되는 것에서 비롯된다. 특히 시진핑은 영도소조를 적극적으로 활용하여, 전면개혁 심화, 재경, 외사, 국가안전, 인터넷, 군사를 포함한 국정 전반에 걸쳐 자신의 뜻을 반영하고, 추종자를 확대해 나가고 있다.

## 조직
조장, 부조장, 비서장, 조원으로 구성된다.

## 종류
- 중앙 교육 영도소조
- 중앙 군위심화국방·군대개혁 영도소조
- 중앙 농촌공작 영도소조[16]
- 중앙 당건설공작 영도소조[17]
- 중앙 대만 영도소조 (중앙 대만 영도소조 판공실)
- 중앙 선전·사상·문화 영도소조[18]
- 중앙 순시업무 영도소조
- 중앙 외사공작 영도소조
- 중앙 인터넷안전·정보화 영도소조
- 중앙 홍콩 마카오 영도소조 (중앙 홍콩 마카오 영도소조 판공실)

## 같이 보기
- 중국공산당
- 당조 (중국공산당)